# La noia del tanc
La noia del tanc (títol original: Tank Girl) és una pel·lícula estatunidenca de Rachel Talalay estrenada al cinema l'any 1995, lliurement inspirada en el còmic original Tank Girl d'Alan Martin i Jamie Hewlett, que va debutar l'any 1988. Aquesta pel·lícula ha estat doblada al català.

## Argument
El 2022, un cometa ha xocat amb la terra, portant un període de sequera d'11 anys. Res no funciona a la Terra, l'aigua ha esdevingut el més escàs i el més desitjat dels tresors. En aquest món desèrtic i violent, poblat de criatures mutants, evoluciona Rebecca Buck.
Amb el seu look punk, la seva insolència, les seves males maneres, el seu gust per la lluita i un tanc trucat, Rebecca àlias « Tanc Girl » és membre d'un grup de resistència que recupera tota l'aigua que pot per la seva comunitat. El seu grup és en lluita contra el malfactor Kesslee que regna sobre la Repartiment d'aigua amb el seu cartell « Aigua i Poder », buscant esclavitzar la resta de la humanitat.

## Repartiment
- Lori Petty: Tank Girl, la noia del tanc
- Ice-T: T-Saint
- Naomi Watts: Jet Girl
- Don Harvey: Sergent Small
- Jeff Kober: Booga
- Reg E. Cathey: Deetee
- Scott Coffey: Donner
- Malcolm McDowell: Kesslee
- Stacy Linn Ramsower: Sam
- Ann Cusack: Sub Girl
- Brian Wimmer: Richard
- Iggy Pop: Rat Cara
- Dawn Robinson: Model
- Billy L. Sullivan: Max
- James Hong: Che'tsai
- Charles Lucia: Capt. Derouche
- Doug Jones: Ripper
- Roz Witt: Dr. Nikita
- Brixton Karnes: Pilot
- Will 'Nahkohe' Strickland: Razor Ray
- Charles Robert Harden: Zack
- Tom Noga: Foreman
- Bojesse Christopher :Town
- John David Bland: Soldat Wayne
- Jo Farkas: Sand Hermit
- Richard Schiff: Soldat

## Música

### Llista de temes
Warner Bros./Elektra, 1995 (OST)
1. Ripper Sole - STOMP!
2. Army of Me - Björk
3. Girl U Want - Devo
4. Mockingbird Girl - The Magnificent Bastards
5. Shove - L7
6. Drown Soda - Hole
7. Bomb - Bush
8. Roads - Portishead
9. Let's Do It, Let's Fall in Love - Joan Jett & Paul Westerberg
10. Thief - Belly
11. Aurora - Veruca Salt
12. Big Gun - Ice-T

### Unes altres cançons al film
- B-A-B-Y per Rachel Sweet
- Big Time Sensuality - Björk
- Blank Generació - Richard Hell & the Voidoids
- Disconnected - Face to Face
- Shipwrecked - Sky Crides Mary
- Theme from Shaft - Isaac Hayes
- 2c - Beowulf
- Wild, Wild, Thing - Iggy Pop
- Disturbi - Shampoo

## Al voltant de la pel·lícula
- Els tancs del film són T-55, PT-76 i M3-stuart.
- Els efectes especials van ser preparats per un equip format per Stan Winston.
- Rachel Talalay ha reprotxat als estudis de canviar el guió previst.[3]